# كريس بريسون
كريس بريسون (بالإنجليزية: Chris Brisson)‏ هو لاعب كرة قدم أمريكي في مركز الدفاع، ولد في 11 أغسطس 1982 في هوغو في الولايات المتحدة. لعب مع Minnesota Thunder ‏.